# Provinzen der Philippinen
Die Provinzen der Philippinen (In Filipino: Lalawigan oder Probinsya) bilden eine grundlegende Verwaltungsebene des Inselstaates. Das gesamte Land ist in 81 Provinzen unterteilt, die wiederum in 17 Regionen gruppiert sind. 14 dieser Regionen sind entsprechend ihrer geographischen Lage von Norden nach Süden einer Nummer zugeordnet. Lediglich die Regionen National Capital Region, Cordillera Administrative Region und Autonomous Region in Muslim Mindanao besitzen keine beigefügte Nummerierung. Unterlagert teilen sich die Provinzen auf in Städte und eigenständig verwaltete Gemeinden und diese wiederum in Barangays (Ortsteile). Die National Capital Region (Nationaler Hauptstadtbezirk) der Metro Manila ist hierbei unabhängig von einer Provinzregierung. Jede Provinz wird von einem gewählten Gouverneur regiert, der den Vorsitz über verschiedene lokale Regierungseinrichtungen innehat.
Jede Provinz ist Mitglied in der League of Provinces of the Philippines (Liga der philippinischen Provinzen), einer Organisation, deren Aufgabe es ist, Belange der Provinzregierungen der Regierungsverwaltung in der Hauptstadt zu unterbreiten und zwischen beiden Verwaltungsebenen zu vermitteln.

## Regierung
Die Provinzregierung ist jeweils von anderen Provinzen und der philippinischen Republik unabhängig. Jede Provinz besitzt zwei grundlegende gewählte Regierungsarme: Die Exekutive und die Legislative. Juristische Angelegenheiten sind hingegen nicht Sache der Provinzregierung und werden stattdessen vom Obersten Gerichtshof der Philippinen bearbeitet.

### National
Nationale Eingriffe in die Angelegenheiten der Provinzregierung werden durch die Verfassung limitiert. Der Präsident der Philippinen koordiniert sich über das Department of the Interior and Local Government (Ministerium für das Innere und Kommunalverwaltungen) mit den Provinzverwaltern. Für die nationale Vertretung werden ein oder mehrere Repräsentanten jeder Provinz für den Kongress der Philippinen gewählt, wofür die Provinzen in verschiedene Distrikte unterteilt sind. Jede Stadt oder Gemeinde gehört dabei einem dieser Distrikte an. Jeder Kongressvertreter repräsentiert danach jeweils seinen Distrikt im Repräsentantenhaus. Die Senatsvertreter werden dagegen nicht entsprechend den Provinzdistrikten, sondern aus einer Gesamtliste heraus gewählt.

### Exekutive
Der Gouverneur der Provinz ist der Vorstandsvorsitzende und das politische Oberhaupt der Provinz. Er wird für eine Amtszeit von drei Jahren gewählt und darf für höchstens drei Amtszeiten kandidieren. Er oder sie ernennt die Leiter eines jeden Provinzministeriums, einschließlich der Verwaltungsbehörde, des Bauministeriums, des Informationsbüros, des Ministeriums für Recht und des Schatzamtes.

### Legislative
Der Vizegouverneur ist ebenso der Präsident eines jeden Provinzrates, jenes Körpers, der die Legislative darstellt. Dieser Rat setzt sich aus Mitgliedern der Provinzdistrikte zusammen. Die Distrikte entsenden, abhängig von der Einkommensklasse der Provinz, acht oder zehn Ratsmitglieder. Provinzen erster oder zweiter Einkommensklasse bestehen aus zehn Ratsmitgliedern, während sich Räte von Provinzen dritter oder vierter Klasse aus acht Mitgliedern zusammensetzen. Cebu, Negros Occidental und Pangasinan besitzen sogar jeweils zwölf Ratsmitglieder.
Jeder Provinzrat ernennt zudem Sitze für ex officio-Mitglieder. Diese Sitze gehen an den örtlichen Präsident der Association of Barangay Captains (Vereinigung der Vorsteher der Ortsteile), dem örtlichen Präsident der Philippine Councilors League (Liga der philippinischen Regierungsräte) und dem örtlichen Präsidenten des Jugendrates Sanggunian Kabataan.
Der Vizegouverneur und die Ratsmitglieder des Provinzrates werden von den Bewohnern der Provinz gewählt. Mitglieder „Von Amts wegen“ werden dagegen von den Mitgliedern der sie repräsentierenden Organisationen bestimmt.

## Tabellarische Übersicht
Die Metro Manila ist als Vergleichsbasis aufgeführt, obwohl sie keine Provinz, sondern eine Region darstellt.

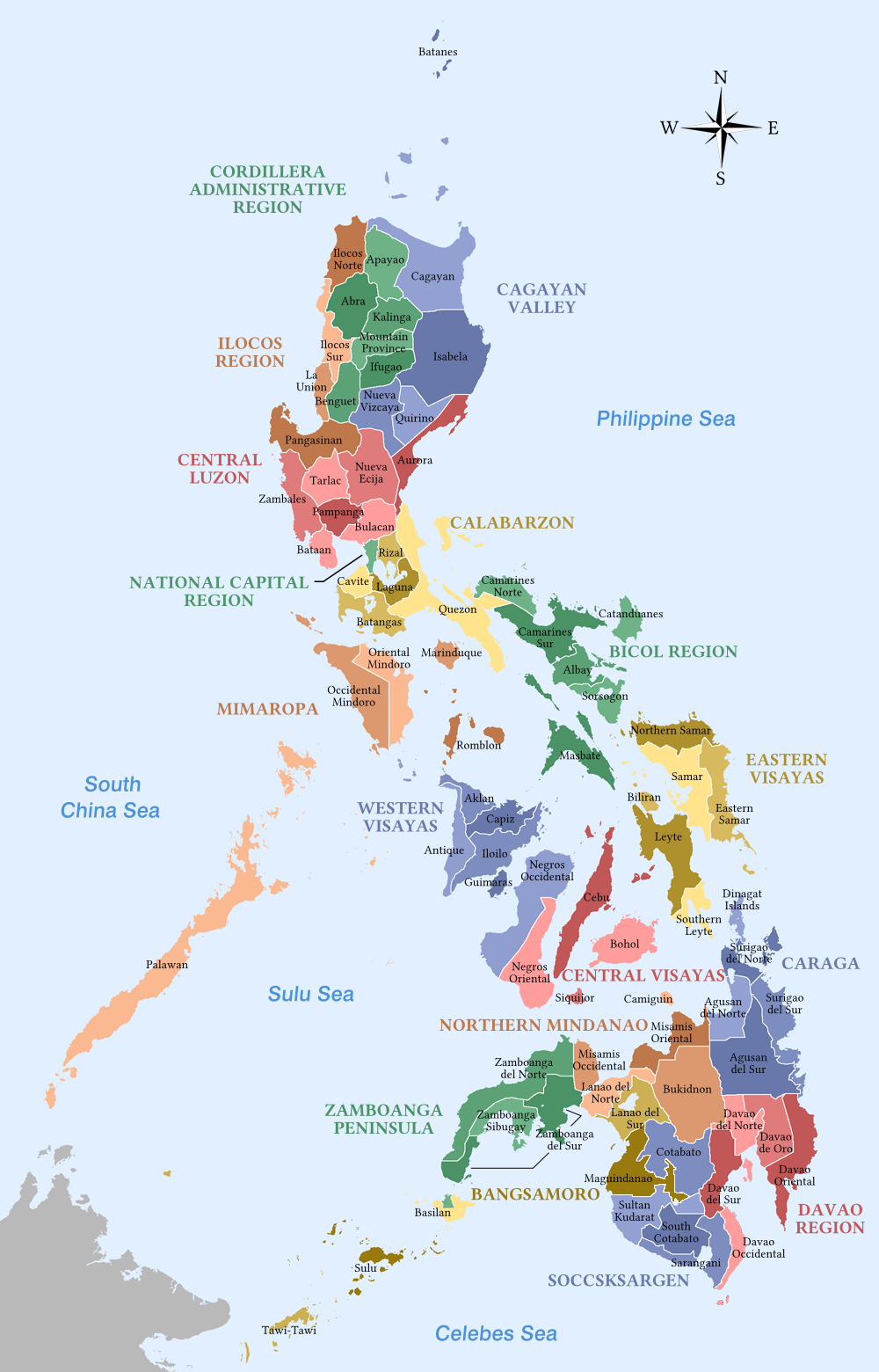
Philippinische Provinzen

| Provinz             | Hauptstadt              | Bezirk        | Einwohner 2015 | Fläche in km² | Bevölkerungsdichte (Einw./km²) |
| ------------------- | ----------------------- | ------------- | -------------- | ------------- | ------------------------------ |
| Abra                | Bangued                 | CAR           | 0.241.160      | 3.975,6       | 60,7                           |
| Agusan del Norte    | Cabadbaran City         | XIII          | 0.691.566      | 2.590,0       | 267,0                          |
| Agusan del Sur      | Prosperidad             | XIII          | 0.700.653      | 8.966,0       | 78,1                           |
| Aklan               | Kalibo                  | VI            | 0.574.823      | 1.817,9       | 316,2                          |
| Albay               | Legazpi City            | V             | 1.314.826      | 2.552,6       | 515,1                          |
| Antique             | San Jose                | VI            | 0.582.012      | 2.522,0       | 230,8                          |
| Apayao              | Kabugao                 | CAR           | 0.119.184      | 3.927,9       | 30,3                           |
| Aurora              | Baler                   | III           | 0.214.336      | 3.239,5       | 66,2                           |
| Basilan             | Isabela City 1          | ARMM          | 0.346.579      | 1.234,2       | 280,8                          |
| Bataan              | Balanga                 | III           | 0.760.650      | 1.373,0       | 554,0                          |
| Batanes             | Basco                   | II            | 0.017.246      | 209,3         | 82,4                           |
| Batangas            | Batangas City           | IV-A          | 2.694.335      | 3.165,8       | 851,1                          |
| Benguet             | La Trinidad             | CAR           | 0.791.590      | 2.655,4       | 298,1                          |
| Biliran             | Naval                   | VIII          | 0.171.612      | 555,5         | 308,9                          |
| Bohol               | Tagbilaran              | VII           | 1.313.560      | 4.117,3       | 319,0                          |
| Bukidnon            | Malaybalay City         | X             | 1.415.226      | 8.293,8       | 170,6                          |
| Bulacan             | Malolos City            | III           | 3.292.071      | 2.625,0       | 1.254,1                        |
| Cagayan             | Tuguegarao City         | II            | 1.199.320      | 9.002,7       | 133,2                          |
| Camarines Norte     | Daet                    | V             | 0.583.313      | 2.112,5       | 276,1                          |
| Camarines Sur       | Pili                    | V             | 1.952.544      | 5.266,8       | 370,7                          |
| Camiguin            | Mambajao                | X             | 0.088.478      | 238,6         | 370,8                          |
| Capiz               | Roxas City              | VI            | 0.761.384      | 2.633,2       | 289,1                          |
| Catanduanes         | Virac                   | V             | 0.260.964      | 1.511,5       | 172,6                          |
| Cavite              | Trece Martires City     | IV-A          | 3.678.301      | 1.287,6       | 2.856,7                        |
| Cebu                | Cebu City               | VII           | 4.632.359      | 5.088,4       | 910,4                          |
| Cotabato            | Kidapawan City          | XII           | 1.379.747      | 6.569,9       | 210,0                          |
| Davao del Norte     | Tagum                   | XI            | 1.016.332      | 3.463,0       | 293,5                          |
| Davao del Sur       | Digos                   | XI            | 2.265.579      | 6.377,6       | 355,2                          |
| Davao de Oro        | Nabunturan              | XI            | 0.580.244      | 4.667,0       | 124,3                          |
| Davao Occidental    | Malita                  | XI            | 0.316.342      | 2.163,5       | 146,2                          |
| Davao Oriental      | Mati City               | XI            | 0.558.958      | 5.164,5       | 108,2                          |
| Dinagat Islands     | San Jose                | XIII          | 0.127.152      | 802,1         | 158,1                          |
| Eastern Samar       | Borongan City           | VIII          | 0.467.160      | 4.339,6       | 107,7                          |
| Guimaras            | Jordan                  | VI            | 0.174.613      | 604,7         | 288,8                          |
| Ifugao              | Lagawe                  | CAR           | 0.202.802      | 2.517,8       | 80,5                           |
| Ilocos Norte        | Laoag City              | Ilocos-Region | 0.593.081      | 3.399,3       | 174,5                          |
| Ilocos Sur          | Vigan City              | Ilocos-Region | 0.689.668      | 2.579,6       | 267,3                          |
| Iloilo              | Iloilo City             | VI            | 2.384.415      | 4.719,4       | 505,2                          |
| Isabela             | Ilagan                  | II            | 1.593.566      | 10.664,6      | 149,4                          |
| Kalinga             | Tabuk City              | CAR           | 0.212.680      | 3.119,7       | 68,2                           |
| La Union            | San Fernando City       | Ilocos-Region | 0.786.653      | 1.493,1       | 526,9                          |
| Laguna              | Santa Cruz              | IV-A          | 3.035.081      | 1.759,7       | 1.724,8                        |
| Lanao del Norte     | Tubod                   | X             | 1.019.013      | 3.092,0       | 329,6                          |
| Lanao del Sur       | Marawi City             | ARMM          | 1.045.429      | 3.872,9       | 269,9                          |
| Leyte               | Tacloban City           | VIII          | 1.966.768      | 5.712,8       | 344,3                          |
| Maguindanao         | Shariff Aguak           | ARMM          | 1.173.933      | 4.900,1       | 239,6                          |
| Marinduque          | Boac                    | IV-B          | 0.234.521      | 959,3         | 244,5                          |
| Masbate             | Masbate City            | V             | 0.892.393      | 4.047,7       | 220,5                          |
| Metro Manila        | Manila (Bezirkszentrum) | NCR           | 12.877.253     | 636,0         | 20.247,3                       |
| Misamis Occidental  | Oroquieta City          | X             | 0.602.126      | 1.939,3       | 310,5                          |
| Misamis Oriental    | Cagayan de Oro          | X             | 1.564.459      | 3.570,0       | 438,2                          |
| Mountain Province   | Bontoc                  | CAR           | 0.154.590      | 2.097,3       | 73,7                           |
| Negros Occidental   | Bacolod City            | VI            | 3.059.136      | 7.926,1       | 386,0                          |
| Negros Oriental     | Dumaguete City          | VII           | 1.354.995      | 5.402,3       | 250,8                          |
| Northern Samar      | Catarman                | VIII          | 0.632.379      | 3.498,0       | 180,8                          |
| Nueva Ecija         | Palayan City            | III           | 2.151.461      | 5.284,3       | 407,1                          |
| Nueva Vizcaya       | Bayombong               | II            | 0.452.287      | 3.903,9       | 115,9                          |
| Occidental Mindoro  | Mamburao                | IV-B          | 0.487.414      | 5.879,9       | 82,9                           |
| Oriental Mindoro    | Calapan City            | IV-B          | 0.844.059      | 4.364,7       | 193,4                          |
| Palawan             | Puerto Princesa         | VI            | 1.104.585      | 14.896,3      | 74,1                           |
| Pampanga            | San Fernando            | III           | 2.609.744      | 2.180,7       | 1.196,7                        |
| Pangasinan          | Lingayen                | Ilocos-Region | 2.956.726      | 5.368,2       | 550,8                          |
| Quezon              | Lucena City             | IV-A          | 2.122.830      | 8.706,6       | 243,8                          |
| Quirino             | Cabarroguis             | II            | 0.188.991      | 3.057,2       | 61,8                           |
| Rizal               | Antipolo City           | IV-A          | 2.884.227      | 1.308,9       | 2.203,6                        |
| Romblon             | Romblon                 | IV-B          | 0.292.781      | 1.355,9       | 215,9                          |
| Samar               | Catbalogan City         | VIII          | 0.780.481      | 5.591,0       | 139,9                          |
| Sarangani           | Alabel                  | XII           | 0.544.261      | 2.980,0       | 182,6                          |
| Siquijor            | Siquijor                | VII           | 0.095.984      | 343,5         | 279,4                          |
| Sorsogon            | Sorsogon City           | V             | 0.792.949      | 2.141,4       | 370,3                          |
| South Cotabato      | Koronadal City          | XII           | 1.509.735      | 4.489,0       | 336,3                          |
| Southern Leyte      | Maasin City             | VIII          | 0.421.750      | 1.734,8       | 243,1                          |
| Sultan Kudarat      | Isulan                  | XII           | 0.812.095      | 4.714,8       | 172,2                          |
| Sulu                | Jolo                    | ARMM          | 0.824.731      | 1.600,4       | 515,3                          |
| Surigao del Norte   | Surigao City            | XIII          | 0.485.088      | 2.739,0       | 177,1                          |
| Surigao del Sur     | Tandag City             | XIII          | 0.592.250      | 4.552,2       | 130,1                          |
| Tarlac              | Tarlac City             | III           | 1.366.027      | 3.053,4       | 447,4                          |
| Tawi-Tawi           | Panglima Sugala         | ARMM          | 0.390.715      | 1.087,4       | 359,3                          |
| Zambales            | Iba                     | III           | 0.823.888      | 3.714,4       | 221,8                          |
| Zamboanga del Norte | Dipolog City            | IX            | 1.011.393      | 6.618,0       | 152,8                          |
| Zamboanga del Sur   | Pagadian City           | IX            | 1.872.473      | 4.964,1       | 377,2                          |
| Zamboanga Sibugay   | Ipil                    | IX            | 0.633.129      | 3.087,9       | 205,0                          |

## Geschichtliche Entwicklung
Als die Vereinigten Staaten die Philippinen aufgrund des Pariser Vertrages im Jahre 1898 von den Spaniern zugesprochen bekamen, war der Inselstaat in vier gobiernos (Regierungsgebiete) unterteilt, die wiederum in Provinzen und Distrikte untergliedert waren. Die amerikanische Verwaltung übernahm anfangs die spanische Verwaltungsgliederung und unterstellte diese einer Militärregierung. Als daraufhin Aufstände aufzukommen drohten, wurde wieder eine Zivilregierung eingesetzt, um dieser Entwicklung entgegenzuwirken.
Im Folgenden sind die politischen Änderungen aufgelistet, die sich in Bezug auf die Provinzen ergeben haben:
- 11. Juni 1901: Der Distrikt Morong vereint sich mit einem Teil der Provinz Manila und bildet die neue Provinz Rizal.
- 1902: Die Provinz Mindoro vereint sich mit Marinduque; Die Provinz Amburayan spaltet sich von La Union ab; Später vereint sich Marinduque mit Tayabas.
- 1903: Die Moro-Provinz wird aus den Distrikten Cotabato, Davao, Lanao, Sulu und Zamboanga gebildet. Die Hauptstadt ist Zamboanga City.
- 1905: Der Name der Provinz Paragua ändert sich in Palawan. Die Provinz Masbate vereint sich mit Sorsogon.
- 1907: Die Provinz Romblon wird mit der Provinz Capiz zusammengelegt und spaltet sich im Jahre 1917 wieder von dieser ab.
- 20. August 1907: Die Provinz Agusan spaltet sich von Surigao ab.
- 1908: Die Provinz Abra verbindet sich mit Ilocos Sur und spaltet sich am 9. März 1917 wieder von ihr ab.
- 13. August 1908: Mountain Province wird durch die Zusammenlegung von Amburayan, Apayao, Benguet, Bontoc, Ifugao, Kalinga und der Provinz Lepanto gebildet, die zu deren Unterprovinz wird.
- 1909: Die Provinz Batanes wird von Cagayan getrennt.
- 29. August 1916: Der Name und der Status der Moro-Provinz ändert sich zu dem Department of Mindanao and Sulu. Die in ihr beinhalteten Distrikte (Bukidnon, Cotabato, Davao, Lanao, Sulu und Zamboanga) werden zu Provinzen gewandelt.
- 10. März 1917: Die Provinz Ambos Camarines teilt sich in Camarines Norte und Camarines Sur.
- 21. Februar 1920: Die Provinz Marinduque spaltet sich von Tayabas ab.
- 15. Dezember 1920: Die Provinz Masbate spaltet sich von Sorsogon ab.
- 20. Februar 1921: Die Provinz Mindoro spaltet sich von Marinduque ab.
- 27. März 1923: Leyte wird Kraft des Gesetzes in Occidental Leyte und Oriental Leyte geteilt, was jedoch nie vom verantwortlichen General-Gouverneur proklamiert wird.
- 2. November 1929: Die Provinz Misamis teil sich in Misamis Occidental und Misamis Oriental (werden jedoch erst am 28. November 1939 eingerichtet).
- 26. September 1945: Die Provinz Catanduanes spaltet sich von Albay ab.
- 1946: Die Provinz Romblon vereint sich mit Capiz und trennt sich am 1. Januar 1947 erneut von ihr.
- 7. September 1946: Der Name der Provinz Tayabas wird in Quezon geändert.
- 13. Juni 1950: Die Provinz Mindoro teilt sich in Occidental Mindoro und Oriental Mindoro.
- 6. Juni 1952: Die Provinz Zamboanga teilt sich Zamboanga del Norte und Zamboanga del Sur.
- 25. April 1956: Die Provinz Aklan spaltet sich von Capiz ab (Dies wird jedoch erst am 8. November 1956 vollzogen).
- 22. Mai 1959: Die Provinz Lanao teil sich in Lanao del Norte und Lanao del Sur; Southern Leyte spaltet sich von der Provinz Leyte ab.
- 19. Juni 1960: Die Provinz Surigao teilt sich in Surigao del Norte und Surigao del Sur.
- 19. Juni 1965: Die Provinz Samar wird in Eastern Samar, Northern Samar und Western Samar aufgeteilt.
- 18. Juni 1966: Die Provinz South Cotabato spaltet sich von Cotabato ab; Die Provinzen Benguet, Ifugao und Kalinga-Apayao spalten sich wiederum von Mountain ab; Die Provinz Camiguin trennt sich von Misamis Oriental.
- 8. Mai 1967: Die Provinz Davao wird in Davao del Norte, Davao del Sur und Davao Oriental geteilt (offiziell vollzogen am 1. Juli 1967).
- 17. Juni 1967: Die Provinz Agusan teilt sich in Agusan del Norte und Agusan del Sur (offiziell vollzogen am 1. Januar 1970).
- 21. Juni 1969: Der Name Western Samar ändert sich zu Samar.
- 4. August 1969: Es bildet sich eine Unterprovinz Samal aus der Provinz Davao del Norte, die jedoch nie offiziell eingerichtet wird.
- 10. September 1971: Die Provinz Quirino spaltet sich von Nueva Vizcaya ab.
- 4. Oktober 1971: Die Provinz Maranaw wird aus der Provinz Lanao del Norte gebildet, sie wird jedoch nie offiziell eingerichtet.
- 8. Januar 1972: Die Provinz Siquijor spaltet sich von Negros Oriental ab.
- 17. Juni 1972: Der Name der Provinz Davao del Norte ändert ihren Namen in Davao.
- 11. September 1973: Die Provinz Tawi-Tawi spaltet sich von Sulu ab.
- 22. November 1973: Die Provinz Cotabato teil sich in Maguindanao, North Cotabato und Sultan Kudarat auf.
- 27. Dezember 1973: Basilan (zuvor ein Teil der Provinz Zamboanga del Sur) ändert seinen Status von einer beurkundeten Stadt zu einer Provinz.
- 8. November 1975: Die Provinz Metro Manila spaltet sich von der Provinz Rizal ab.
- 13. August 1979: Die Provinz Aurora spaltet sich infolge eines Referendums von der Provinz Quezon ab.
- 19. Dezember 1983: Der Name von North Cotabato ändert sich in Cotabato.
- 3. Januar 1986: Die Provinz Negros del Norte spaltet sich von der Provinz Negros Occidental ab. Diese Aktion wird vom Obersten Gerichtshof jedoch als verfassungswidrig eingestuft. Am 18. August 1986 wird der ursprüngliche Zustand wiederhergestellt.
- 16. März 1992: Die Provinz Sarangani trennt sich von der Provinz South Cotabato.
- 11. Mai 1992: Die Provinz Biliran spaltet sich von Leyte ab; Die Provinz Guimaras trennt sich von der Provinz Iloilo.
- 14. Februar 1995: Die Provinz Kalinga-Apayao teil sich auf in die Provinzen Kalinga und Apayao.
- 7. März 1998: Compostela Valley trennt sich von der Provinz Davao. Der Name der Provinz Davao wird wieder umbenannt in Davao del Norte.
- 23. Februar 2001: Die Provinz Zamboanga Sibugay spaltet sich ab von Zamboanga del Sur.
- 30. August 2006: Die Provinz Shariff Kabunsuan spaltet sich ab von Maguindanao.
- 2. Oktober 2006: Die Provinz Dinagat Islands spaltet sich ab von Surigao del Norte.
- 18. November 2008: Der Oberste Gerichtshof der Philippinen erklärt die Abspaltung Shariff Kabunsuans für ungültig.
- 28. Oktober 2013: Die Provinz Davao Occidental spaltet sich ab von Davao del Norte.

### Ehemals vorgeschlagene Provinzen
Notiz: Die nachfolgende Liste behandelt nur diejenigen Vorhaben, die bereits den Status einer Legitimation zur Einrichtung einer Provinz erreicht haben.
- Occidental Leyte und Oriental Leyte (27. März 1923) – Leyte wurde mit dem Act Nr. 3117 am 27. März 1923 in zwei neue Provinzen unterteilt. Diese Teilung wurde jedoch nie vollzogen, da niemals eine offizielle Proklamation vom zuständigen General-Gouverneur hierzu herausgegeben wurde.[4]
  - Die Provinz Oriental Leyte hätte ursprünglich aus den Territorien der heutigen Provinz Biliran sowie den Gemeinden Abuyog, Alangalang, Babatngon, Barugo, Burauen, Calubian, Capoocan, Carigara, Dagami, Dulag, Jaro, Javier, Julita, La Paz, Leyte, MacArthur, Mahaplag, Mayorga, Palo, Pastrana, San Isidro, San Miguel, Santa Fe, Tabango, Tabontabon, Tanauan, Tolosa, Tunga und Tacloban City (die als Provinzhauptstadt auserkoren wurde) bestanden.
  - Die Provinz Occidental Leyte sollte dagegen die heutige Provinz Southern Leyte wie auch die Gemeindeflächen von Albuera, Bato, Hilongos, Hindang, Inopacan, Isabel, Kananga, Matag-ob, Matalom, Merida, Palompon, Villaba und den Städten Baybay City und Ormoc City einnehmen. Die Hauptstadt von Occidental Leyte „SEC. 2. ... sollte durch den General-Gouverneur bestimmt werden, nachdem die neue Provinz von der Mehrheit deren Wählerstimmen bei der nächsten Hauptwahl beschlossen wurde.“
- Samal (1969) – Durch den Republic Act Nr. 5999 wurde eine Unterprovinz Samal festgelegt, die die Gebiete der heutigen Stadt Island Garden City of Samal (oder in anderen Worten, die gesamte Insel Samal) eingenommen hätte. Die offizielle Einrichtung dieser Unterprovinz fand jedoch nie statt.
- Maranaw (1971) – Der Republic Act 6406, der am 4. Oktober 1971 anerkannt wurde, strebte die Einrichtung einer neuen Provinz Maranaw aus dem östlichen Lanao del Sur an (der heute dem 1. Kongressdistrikt der Provinz entspricht). Die Provinz sollte aus der Stadt Marawi City (als Hauptstadt) und den Gemeinden Bubong, Ditsaan-Ramain (einschließlich der heutigen Ortschaft Buadiposo-Buntong), Kapai, Lumba-Bayabao (einschließlich des heutigen Ortes Maguing), Marantao, Masiu, Mulondo, Saguiaran, Piagapo, Poona Bayabao, Tamparan, Taraka und Wao (einschließlich der heutigen Ortschaft Bumbaran) bestehen. Lanao del Sur hätte somit aus den übrigen Gemeinden bestanden, wobei Malabang der Sitz der Provinzregierung zugestanden worden wäre. Ohne den politischen Willen oder den Möglichkeiten einer solchen Umsetzung wurde die Teilung jedoch nie umgesetzt. Ein Vermächtnis dieser nicht umgesetzten Teilung ist daran abzulesen, dass es heute zwei ZIP-Code (Postleitzahlen)-Reihen für Lanao del Sur gibt; die 93er-Serie war für die übrig gebliebenen Ortschaften der Provinz vorgesehen, (mit Malabang als Regierungssitz und der Nummer 9300), sowie die neue 97er-Serie für die neu zu bildende Provinz Maranaw (mit der Postleitzahl 9700 für Marawi City).
- Negros del Norte (1985–1986) – Der Batas Pambansa Blg. 885, der am 23. Dezember 1985 gültig wurde, sollte eine neue Provinz aus den nördlichen Teilen Negros Occidental gestalten. Ein Volksentscheid zu dessen Ratifizierung wurde am 3. Januar 1986 durchgeführt. Die Provinz hätte aus den Städten Cadiz City, die als Hauptstadt vorgesehen war, Escalante City, San Carlos City, Silay City, Sagay City und Victorias City, sowie aus den Gemeinden Calatrava, E. B. Magalona, Manapla, Salvador Benedicto und Toboso bestanden. Obwohl die neue Provinz von dessen Bewohnern bewilligt wurde, erklärte der Oberste Gerichtshof Batas Pambansa Blg. 885 sowie die Proklamation der Provinz Negros del Norte für nichtig und beurteilte am 11. Juni 1986 nach einem eingehenden Verfahren das Ermächtigungsgesetz als verfassungswidrig.
- Isabela del Norte und Isabela del Sur (1995) – Am 20. Februar 1995 wurde der Republic Act 7891 erlassen, der die Teilung der Provinz Isabela vorsah. Der eine Teil, Isabela del Norte, sollte aus den Gemeinden bestehen, die zum ersten und zweiten Kongressdistrikt gehören mit, Ilagan als Hauptstadt. Isabela del Sur wiederum sollte den dritten und vierten Kongressdistrikt (ausgenommen die von der Provinz unabhängige Stadt Santiago City) beinhalten, wobei Cauayan City zu seiner Hauptstadt bestimmt wurde. Die vorgeschlagene Teilung wurde jedoch durch einen Volksentscheid am 20. Juni 1995 abgelehnt.
- Quezon del Norte und Quezon del Sur (2007) – Mit der Verordnung Republic Act 9495 wurde die Teilung der Provinz Quezon angestrebt. Das hierfür vorgesehene Gesetz erlosch jedoch am 7. September 2007, da es nicht rechtzeitig die Unterschrift des Präsidenten erlangte. Quezon del Norte sollte aus dem ersten und zweiten Kongressdistrikt der Provinz bestehen und die Stadt Lucena City als Hauptstadt erhalten. Quezon del Sur, mit dem Regierungssitz Gumaca, hätte demgegenüber aus dem dritten und vierten Kongressdistrikt bestanden. Die Durchsetzung der Teilung ist jedoch noch nicht endgültig abgelehnt, eine Volksabstimmung soll im Jahre 2010 zusammen mit der nächsten Präsidentschaftswahl abgehalten werden und dem Gesetz nachträglich noch zur Durchsetzung verhelfen.